# Frankfurt-Gallus

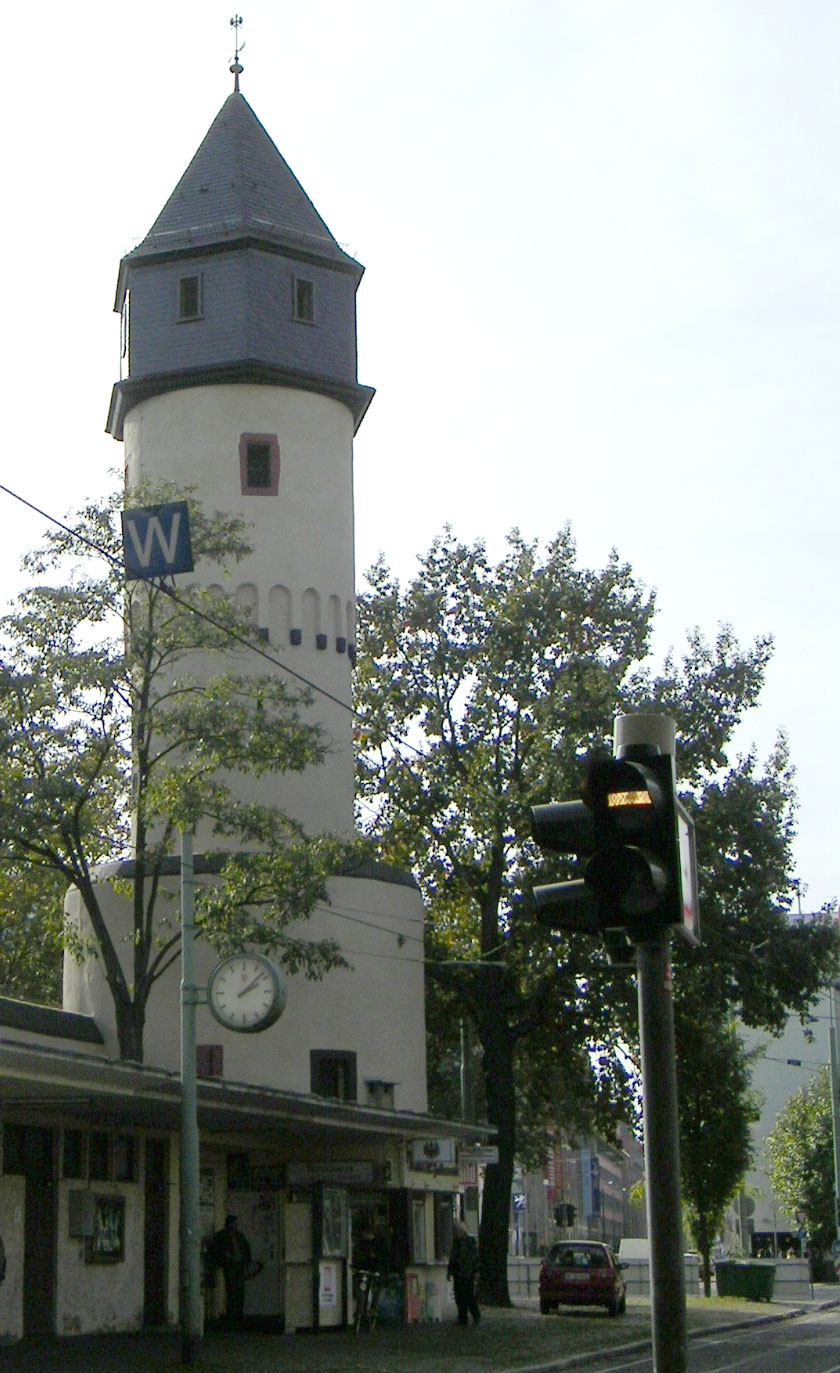
Wahrzeichen: die Galluswarte aus dem Jahr 1414

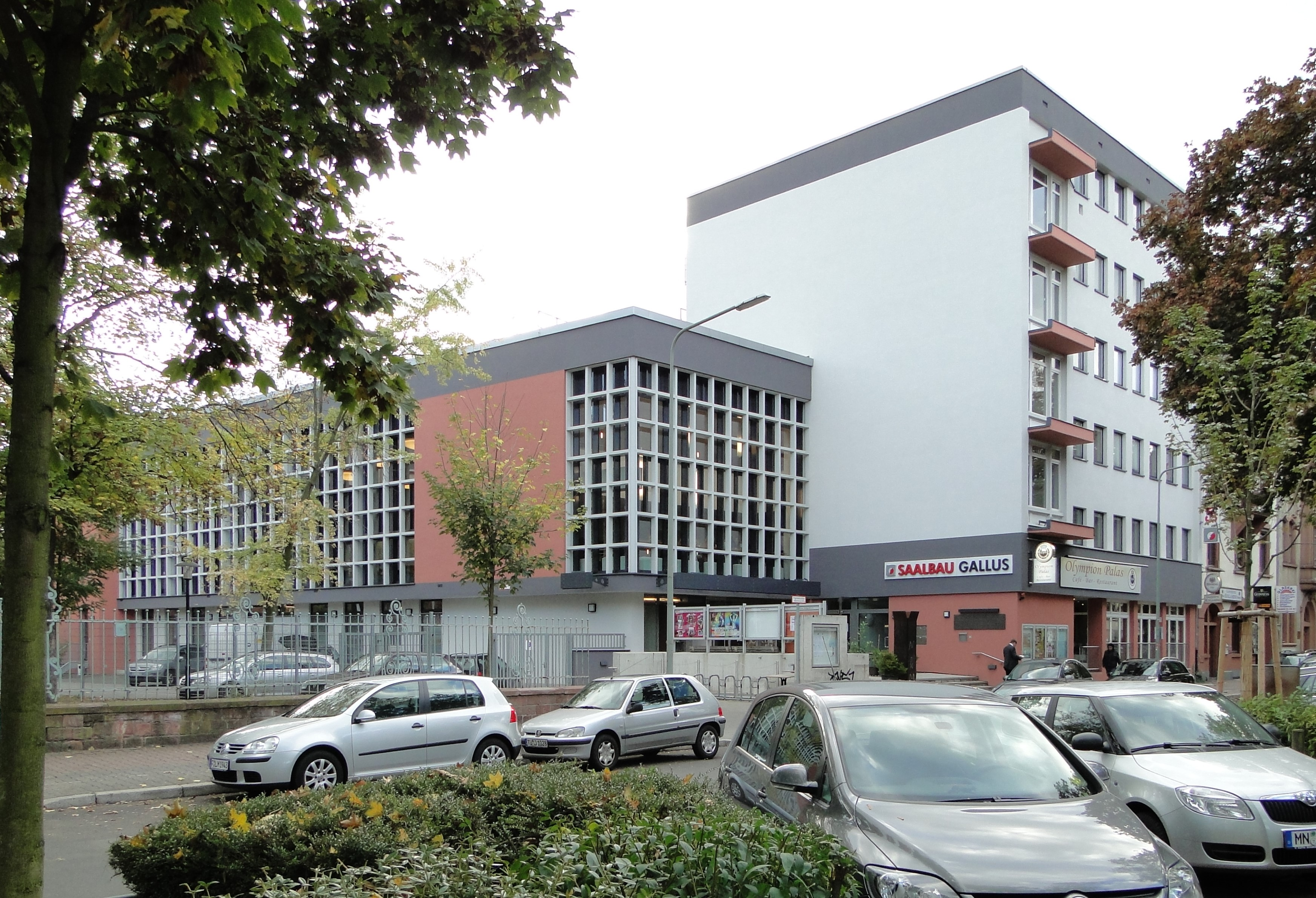
Haus Gallus, in der Frankenallee

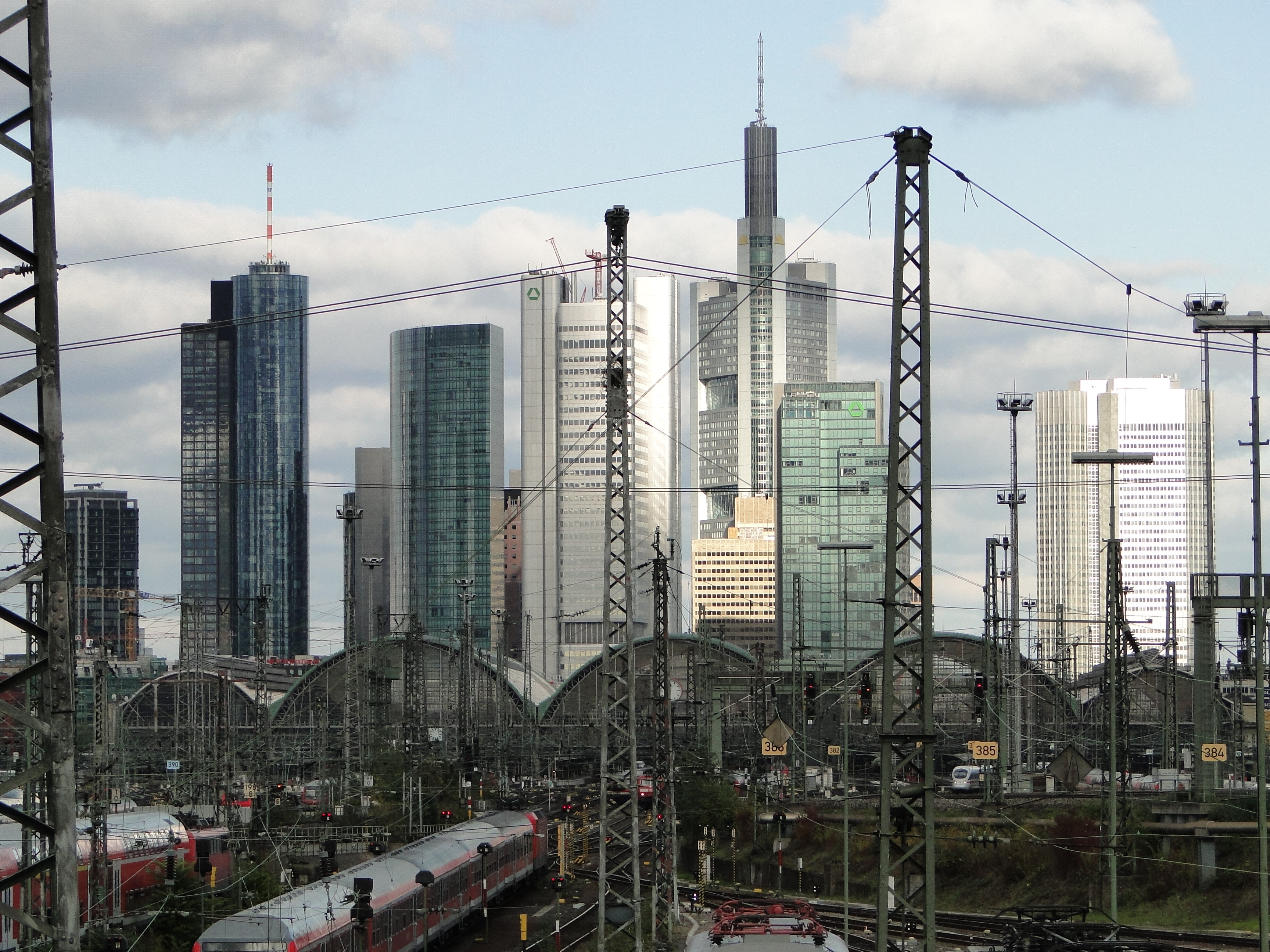
Frankfurter Hauptbahnhof

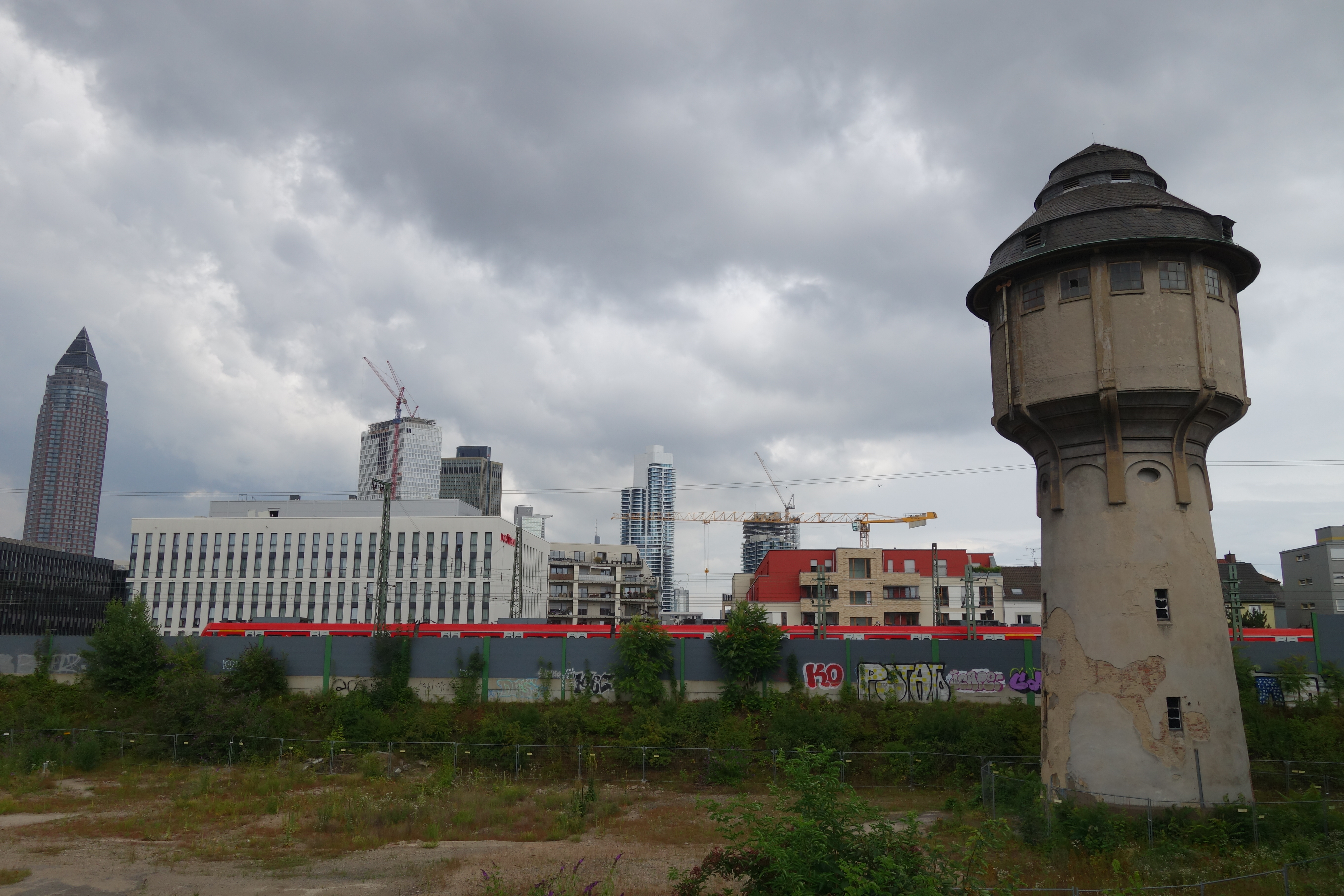
Alter Wasserturm des einstigen Hauptgüterbahnhofs. Im Hintergrund, von links, die Hochhäuser Messeturm, One (in Bau), Tower 185, Kronenhochhaus, Grand Tower und Eden sowie dahinter The Spin (in Bau).

Das Gallus (bis 2007 offiziell Gallusviertel) ist ein Stadtteil von Frankfurt am Main.
Die Einwohnerzahl beträgt 45.609.

## Geographie
Der Stadtteil erstreckt sich nördlich des Mains und grenzt im Osten an das Bahnhofsviertel, im Süden an das Gutleutviertel, im Westen an Griesheim, im Norden an Bockenheim mit dem Neubaugebiet am Rebstockgelände und im Nordosten an Westend-Süd mit dem Messegelände.
Der Frankfurter Hauptbahnhof, der größte deutsche Eisenbahnknoten, gehört ebenso zum Gallus wie eines der größten Baugebiete der Stadt Frankfurt, das Europaviertel auf dem Gelände des ehemaligen Hauptgüterbahnhofs.

## Geschichte
Historisch ist das Gallus das frühere Galgenfeld westlich der mittelalterlichen Stadtgrenze Frankfurts. Der Name leitet sich von der Galluswarte (eigentlich Galgenwarte) her, einem der vier mittelalterlichen Warttürme der Stadt. Mit dem heiligen Gallus hat der Name des Stadtviertels ursprünglich nichts zu tun, doch wurde der Name gegen Ende des 18. Jahrhunderts umgewandelt, um der Gegend den zweifelhaften Ruf zu nehmen. Eine 1905 neugebaute römisch-katholische Kirche in diesem Stadtviertel ist ebenfalls dem heiligen Gallus gewidmet.
Geschichtlich ist der Stadtteil ein Mischgebiet. Neben Produktion und Handwerk spielte das Transportwesen eine große Rolle, durch die Aufgabe des Güterbahnhofes verlor es jedoch an Bedeutung. Immer noch ein Wahrzeichen ist dagegen der ab 1880 errichtete Frankfurter Hauptbahnhof.
Im Zweiten Weltkrieg war auch dieser Stadtteil Ziel alliierter Luftangriffe, wie am 29. Dezember 1944, als es zu schweren Zerstörungen kam.
In den Adlerwerken im Gallus befand sich von August 1944 bis März 1945 das KZ Frankfurt, ein Außenlager des Konzentrationslager Natzweiler-Struthof. Über 1.600 Häftlinge verschiedener Nationalitäten wurden hier im Werk I unter SS-Bewachung gefangen gehalten.
Von April 1964 bis August 1965 wurde im Haus Gallus (Bürgerhaus) der erste Auschwitzprozess fortgeführt.
Im Juni 2006 beschloss der Ortsbeirat Gallus auf Initiative der Fraktion der Grünen einstimmig, künftig als offizielle Bezeichnung nur noch den Namen Gallus zu führen und auf den Zusatz -viertel zu verzichten, mit der Begründung, dass diese Benennung längst dem allgemeinen Sprachgebrauch entspreche. Am 3. April 2007 wurde dieser Beschluss offiziell umgesetzt.

## „Kamerun“
Etwa seit der Zeit um 1900 wird das damalige Neubaugebiet westlich der Galluswarte, häufig auch das ganze Gallus, volkstümlich als „Kamerun“ bezeichnet. Ein anderer Teil des Gallus nördlich der Mainzer Landstraße wurde als die Goi bezeichnet. Ein dritter alter Ortsname für ein kleines Neubaugebiet nördlich der Straßenbahnhaltestelle Mönchhofstraße lautet Babbedeggelhausen. Damals (1905) lebten im Gallus 15.400 Einwohner. Woher diese Bezeichnungen stammen, ist bis heute nicht gesichert. Es gibt unterschiedliche Erklärungsversuche:
- Nach dem Ersten Weltkrieg waren die Grenzübergänge an der Mainzer Landstraße von französischen Besatzungssoldaten – marokkanischen Söldnern – besetzt. „Zu den Kamerunern gehen“ sei das geflügelte Wort gewesen, wenn man aus dem Gallus zu diesen Übergängen unterwegs gewesen sei.
- Eine andere Theorie verweist auf den Ruß, der sich aus zahlreichen Schornsteinen nach der Industrialisierung auf den Stadtteil legte. „Schwarz wie Kamerun“ sei der dann gewesen.
- Mancher meint auch, der Stadtteil sei durch die Industrie und die angesiedelte Arbeiterbevölkerung so fern der sonstigen Stadtbevölkerung gewesen, dass er für die restliche Bevölkerung so weit weg wie die deutsche Kolonie Kamerun gewesen sei.
- Noch eine Version verweist auf die Adlerwerke, in denen Schreibmaschinen hergestellt wurden. Nach der Schicht kamen die Arbeiter oft mit von Schreibmaschinenfarbe befleckten Gesichtern aus der Fabrik und es heißt, dass man sie, auch aufgrund der Popularität der damaligen Kolonien, „Kameruner“ genannt habe.
- Eine weitere Theorie verweist auf das ehemalige Ausbesserungswerk der Bahn in der Idsteiner Straße. Dort sollen Dampflokomotiven entrußt worden sein. Die mit diesen Arbeiten betrauten Bahnarbeiter sahen danach aus wie „Kameruner“.

## Kultur und Sehenswürdigkeiten
Die kulturellen Orte finden sich im Gallus abseits der Hauptverkehrsader Mainzer Landstraße.
Wohl am bekanntesten ist das Gallus Theater in den ehemaligen Adlerwerken in der Kleyerstraße, das sowohl festen Ensembles als auch freien Künstlern und Gruppen eine Bühne bietet. Auch für sein Kindertheater-Programm ist es weit über die Stadtteilgrenzen hinaus bekannt.
In der Schmidtstraße an der Straßenbahnhaltestelle Mönchhofstraße befindet sich die Kommunikationsfabrik, das ehemalige Hauptgebäude der Firma Klimsch & Co. Dort haben sich seit 2009 mit dem Frankfurt LAB, der Dresden Frankfurt Dance Company, dem Club Das Bett und Probebühnen der Hochschule für Musik und Darstellende Kunst zahlreiche Kulturinstitutionen angesiedelt.
Daneben gibt es etliche unabhängige Initiativen – die Stadtteilinitiative Koblenzer Straße ist ein Beispiel dafür. Neben kulturellen Veranstaltungen und einer Fahrradwerkstatt existieren etliche weitere Projekte zur Mitgestaltung und Belebung des Stadtteils.
Mit Adlerwerken und Hauptbahnhof besitzt das Gallus zwei wegweisende Funktionsbauten des Industriezeitalters. Parallel dazu entstanden im Rahmen des Programms Neues Frankfurt die Wohnbauten der Hellerhofsiedlung durch Ernst May. Die Maschinen dieses Zeitalters werden von der Technischen Sammlung Hochhut bewahrt und der Öffentlichkeit zugänglich gemacht.
Noch bis heute ist an vielen Stellen im Stadtteil die Prägung durch Industriekultur sichtbar geblieben.
In der Heinrichstraße befindet sich nach dem Abriss der Feuerwache 2 im Frankfurter Nordend mit der Feuerwache Gallus die älteste sich noch in Betrieb befindliche Feuerwache Frankfurts.
Weiterhin gibt es einen Reihe von Stolpersteinen, die an das Leben der Juden und anderen Verfolgten des Nationalsozialismus im Gallus erinnern sollen.

## Wirtschaft und Infrastruktur

### Wirtschaftsstruktur
Das Gallus ist seit der Errichtung des Hauptbahnhofs ein von Industrie- und Handwerksbetrieben geprägter Stadtteil. Die ältesten Betriebe sind die Adlerwerke in der Kleyerstraße und die Eisengießerei Mayfarth & Co. Daneben spielten Handwerksbetriebe wie die J. & C.A. Schneider ICAS (Hausschuhfabrikation), die Bremsenfabrik Alfred Teves (ATE) und die Deutsche Privat Telephon Gesellschaft H. Fuld & Co (später Telefonbau und Normalzeit, kurz Telenorma oder T&N) eine große Rolle. An der Mainzer Landstraße hatten in der Nachkriegszeit Autohäuser eine Bedeutung, inzwischen sind sie weitgehend an der Hanauer Landstraße angesiedelt.
Für die in diesen Betrieben Beschäftigten wurden unter Leitung des Baustadtrats Ernst May in den 1920er Jahren die Neue Hellerhofsiedlung und die Friedrich-Ebert-Siedlung als typische Arbeitersiedlungen entworfen und gebaut.
Jahrzehntelang fand im Gallus wegen seiner ungünstigen „eingeklemmten“ Lage zwischen dem Gleisvorfeld des Hauptbahnhofs und den Gleisen des Hauptgüterbahnhofs kaum Stadtentwicklung statt. Mit der Aufgabe des Hauptgüterbahnhofs durch die Deutsche Bahn im Jahr 1996 ergaben sich für den Stadtteil neue Optionen. Seit 2006 entsteht hier auf ehemaligen Gleisflächen das Europaviertel als Stadtviertel mit Bürohäusern, Wohnungen, Geschäften, Hotels und Parks. Inzwischen stehen hier drei der zehn höchsten Wolkenkratzer Deutschlands: Tower 185, ONE und Grand Tower.
Im August 2013 wurde nach zweijähriger Bauzeit das großflächige Einkaufszentrum Skyline Plaza im östlichen Europaviertel eröffnet, dem im Mai 2014 das Kongresszentrum Kap Europa folgte.
Als eine wirtschaftliche Achse zieht sich die Mainzer Landstraße quer durch das Stadtviertel. Nach dem Verschwinden von Produktion und Handwerk hat sich seit dem Jahr 2000 in erheblichem Maße Dienstleistungsgewerbe (Verlagsgewerbe und Wertpapierhandel sowie große Bereiche der Commerzbank AG mit ihrem Dienstleistungszentrum) in neuen Gebäuden angesiedelt. Die Zentrale Personenverkehr der Deutschen Bahn AG befand sich bis 2020 neben dem Gelände des ehemaligen Bahnausbesserungswerks am Hauptgüterbahnhof, nördlich der Idsteiner Straße. Inzwischen residiert das Unternehmen in der Europaallee. Darüber hinaus beherbergt das Gallus das Verlags- und Redaktionsgebäude der Frankfurter Allgemeinen Zeitung.
Einige Straßenzüge gelten als soziale Brennpunkte aufgrund unterschiedlicher Lebensläufe der Bewohner (Sozialhilfe, Immigration, Drogen- oder Alkoholmissbrauch).
Auch aus diesem Grund ist das Gallus in das Projekt Soziale Stadt aufgenommen worden. Im Rahmen dieses Bund-Länder-Programms werden Projekte im Stadtteil ohne großen bürokratischen Aufwand durchgesetzt (sofern sie den Bestimmungen des Projekts entsprechen).

### Verkehr

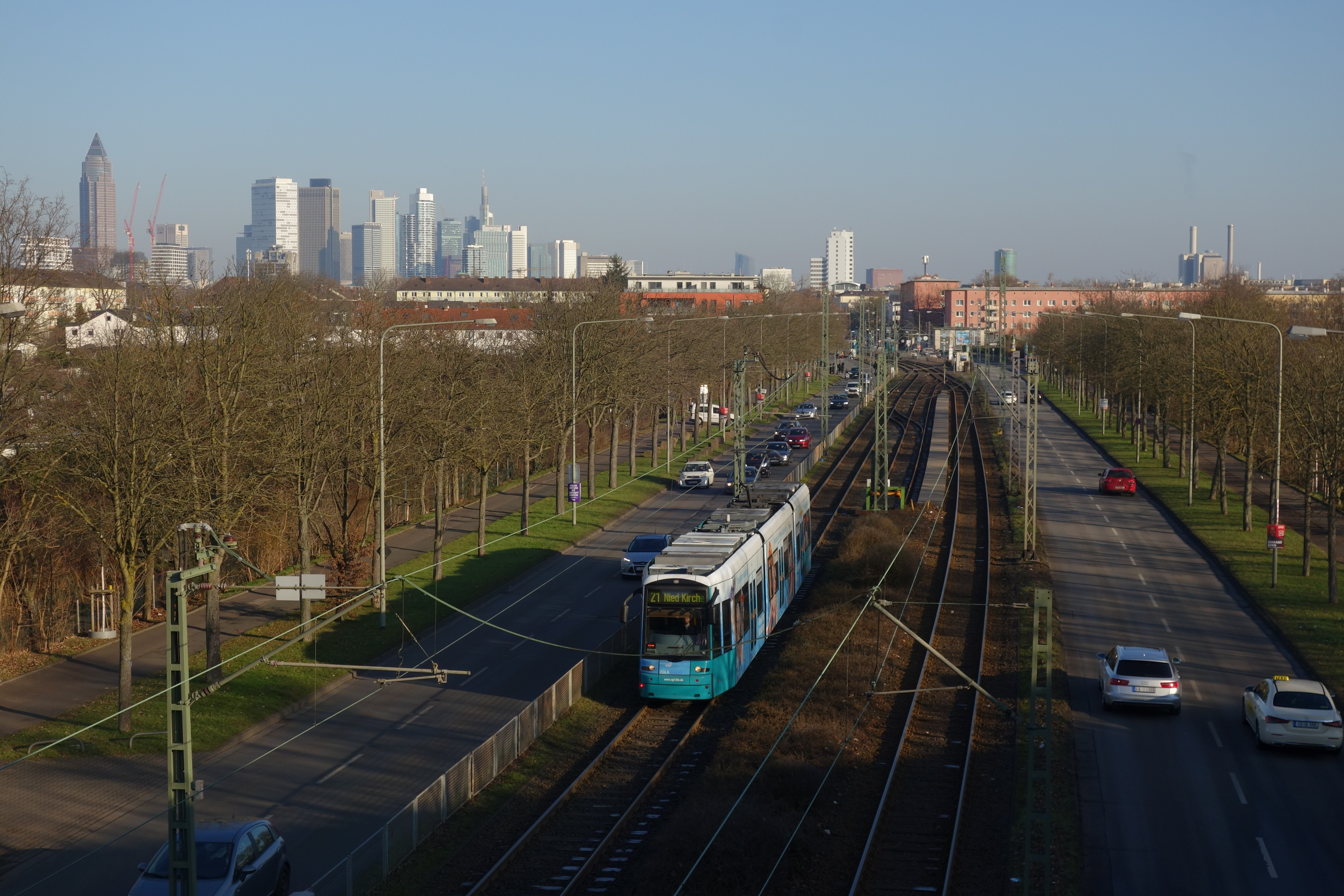
Blick von der Brücke der A 5 auf die Mainzer Landstraße am westlichen Rand des Gallus

#### Individualverkehr
In Ost-West-Richtung durchmisst die Ein- und Ausfallstraße Mainzer Landstraße den Stadtteil. Im Westen bildet die Autobahn A 5 die Grenze zu Griesheim.

#### Öffentlicher Personennahverkehr
Im Stadtteil befindet sich der S-Bahnhof Galluswarte der S-Bahn Rhein-Main. Hier fahren die Linien S 3 bis S 6.
Entlang der Mainzer Landstraße verkehren die Straßenbahnlinien 11 und 21 sowie ab der Galluswarte über die Kleyerstraße zum Gustavsburgplatz die Linie 14.
Ergänzt wird Angebot durch Busse der Linien M34, M46, 50, 52 und 89.
Aktuell in Bau befindet sich die Verlängerung der U-Bahn-Strecke B unter und entlang der Europaallee.

### Bildung
Im Gallus gibt es drei Grundschulen, die Ackermannschule, die Günderrodeschule und die Hellerhofschule. Die Paul-Hindemith-Schule ist eine integrierte Gesamtschule. Sie entstand 1985 durch Zusammenlegung der Rebstöckerschule, einer Hauptschule, der Hufnagelschule, einer Realschule, und der Förderstufe der Günderrodeschule.

## Persönlichkeiten
- Heinrich Kleyer (1853–1932) war als Gründer und später als Vorstandsvorsitzender der Adlerwerke wesentlich am Aufbau der Industrie im Gallus beteiligt.
- Lia Wöhr (1911–1994) wuchs im Gallus auf. Die Stadt Frankfurt benannte einen Platz am Rande des Gallus nach ihr und stellte dort einen Gedenkstein auf.
- Lotte Specht (1911–2002) wuchs im Gallus auf und gründete 1930 den ersten Fußballverein für Frauen in Frankfurt. Später organisierte sie die erste Mundartbühne Frankfurts.
- Thor Kunkel (* 1963) wuchs im Gallus auf. Die Handlung seines Romans Das Schwarzlichtterrarium spielt weitgehend in diesem Stadtteil.
- Michael Thurk (* 1976) wuchs im Gallus auf. Seine Fußballkarriere begann beim Stadtteilverein FFV Sportfreunde 04.